# Тибетски ушат фазан
Тибетският ушат фазан (Crossoptilon harmani) е вид птица от семейство Phasianidae. Видът е почти застрашен от изчезване.

## Разпространение и местообитание
Разпространен е в Индия и Китай.